# Terry Kennedy
Terry Kennedy (Long Beach, Califórnia, 27 de março de 1985) é um skatista norte-americano.